# Club Guaraní (Trinidad)
Asociación Cultural y Deportiva Guaraní Foot-Ball Club, más conocida como Guaraní de Trinidad, es un club de fútbol de Paraguay, de la ciudad de Trinidad en el Departamento de Itapúa. Fue fundado el 12 de octubre de 1960, afiliado a la Liga Alto Paraná de Fútbol. Tras ganar el título de campeón de la Primera División B Nacional en la temporada 2019, y compitió durante las siguientes dos temporadas en la Segunda División de la Asociación Paraguaya de Fútbol, denominada División Intermedia.

Actualmente milita en la Liga Alto Paraná de Fútbol del Departamento de Itapúa. 

## Historia

### Competencias de la U.F.I.
Con la creación de la División Intermedia como la nueva Segunda División de la Asociación Paraguaya de Fútbol en el año 1997, se daba oportunidad a los clubes del interior del país afiliados a las diferentes ligas nucleadas en la Unión del Fútbol del Interior, para acceder a las competencias de la A.P.F. Así entre 1998 y 2007 se organizó la Copa de Campeones de la UFI como un selectivo o campeonato de Tercera División, que permitía al campeón ascender a la División Intermedia.
Para el año 2011 se creó la Primera División B Nacional (Tercera División), que otorga un cupo y medio en los años impares y medio cupo en los años pares, de ascenso a la División Intermedia, el club se consagró campeón en su primera participación  en la temporada 2019, logrando además su ascenso a la División Intermedia.

## Jugadores

### Plantilla 2021
- Actualizada el 25 de abril de 2021.

## Datos del club
- Temporadas en Segunda División: 2 (2021, 2022).[3][4]
- Temporadas en Tercera División: 1 (2019).

## Palmarés

### Torneos nacionales
- Tercera División(1): 2019.

### Torneos regionales
- Liga Alto Paraná de Fútbol (3): 2017, 2018, 2019.[5]